# 1100-talet

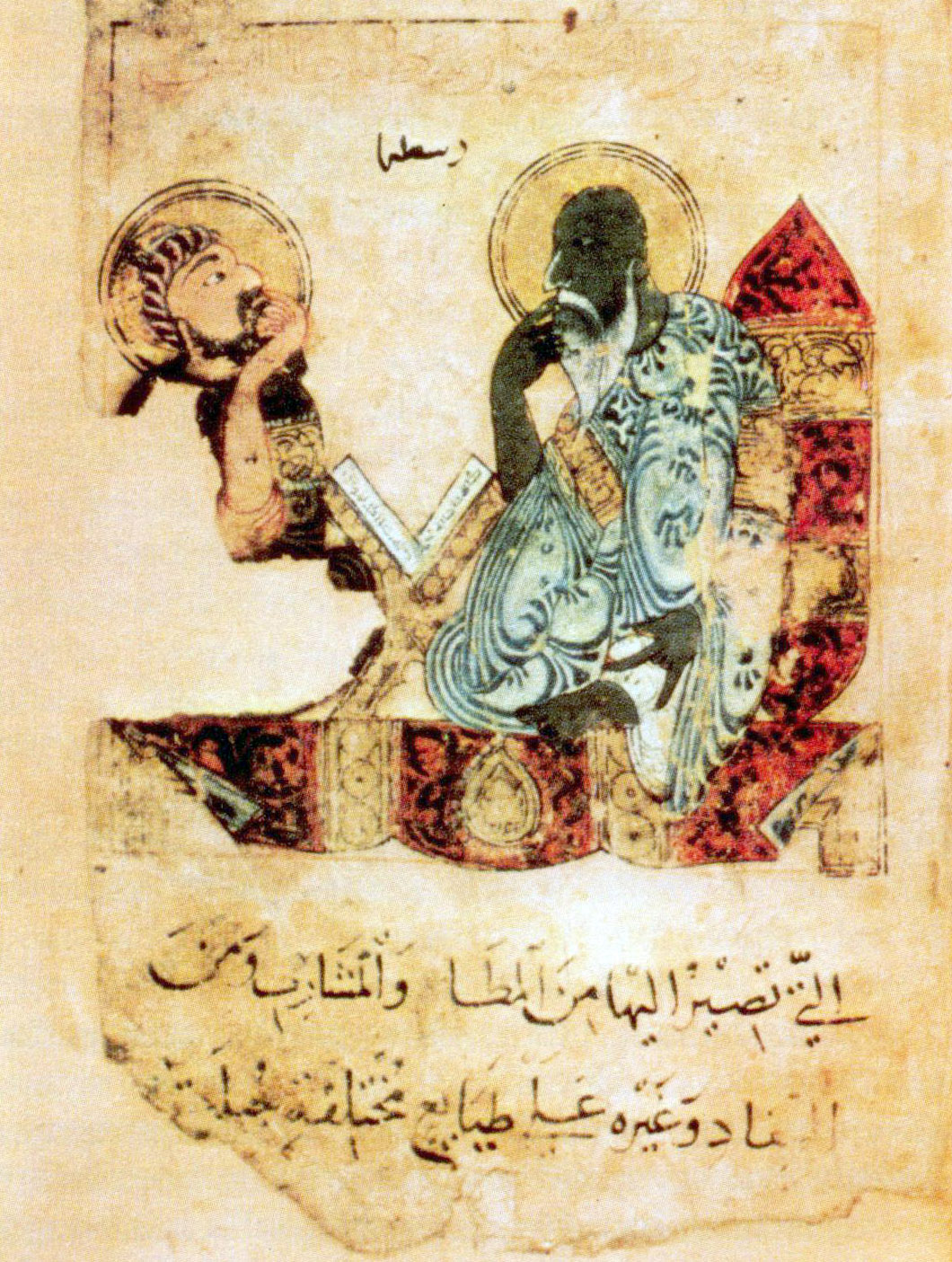
Ett arabiskt manuskript med en illustration föreställande Aristoteles. Arabisk litteratur, bland annat texter ur klassiska grekiska verk, översätts till latin och vitaliserar den europeiska kulturen.

Under detta århundrade fortsätter korstågen, feodalismen utbyggs med förläningar och kloster byggs i hela det kristna Europa. Stora förändringar sker i samband med korstågen, som medför snabb spridning av handel som i sin tur medför upptäckter och uppfinningar.
Under seklet återerövras stora delar av Al-Andalus, det muslimska Spanien, och det kristna Europa får tillgång till arabiska manuskript om vetenskap, filosofi och religion, bland annat texter ur klassiska grekiska verk, som översätts till latin och vitaliserar den europeiska kulturen.

## Händelser

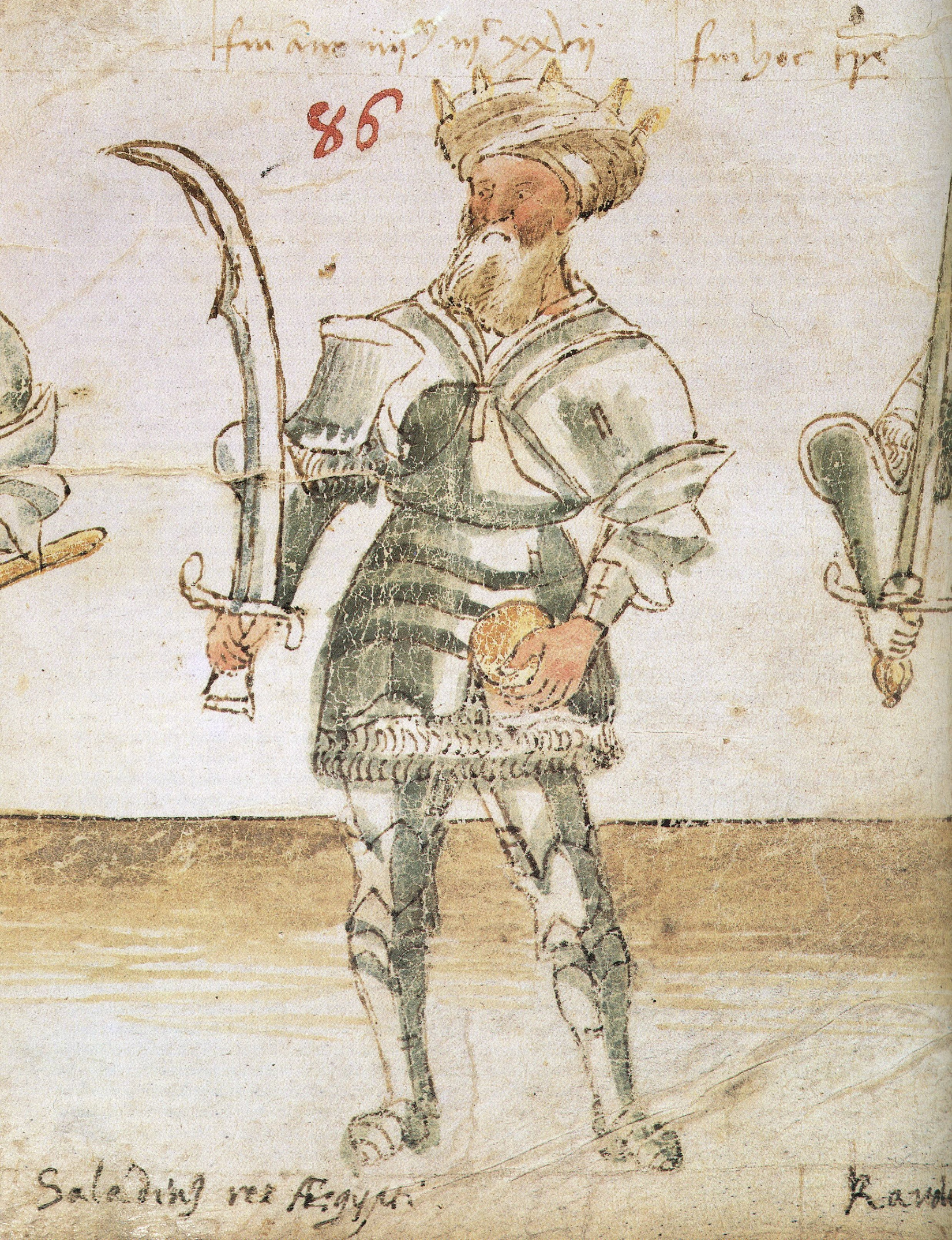
Saladin, från ett 1400-talsmanuskript

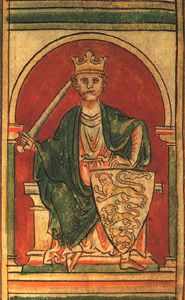
Rikard Lejonhjärta, från en 1100-talskodex

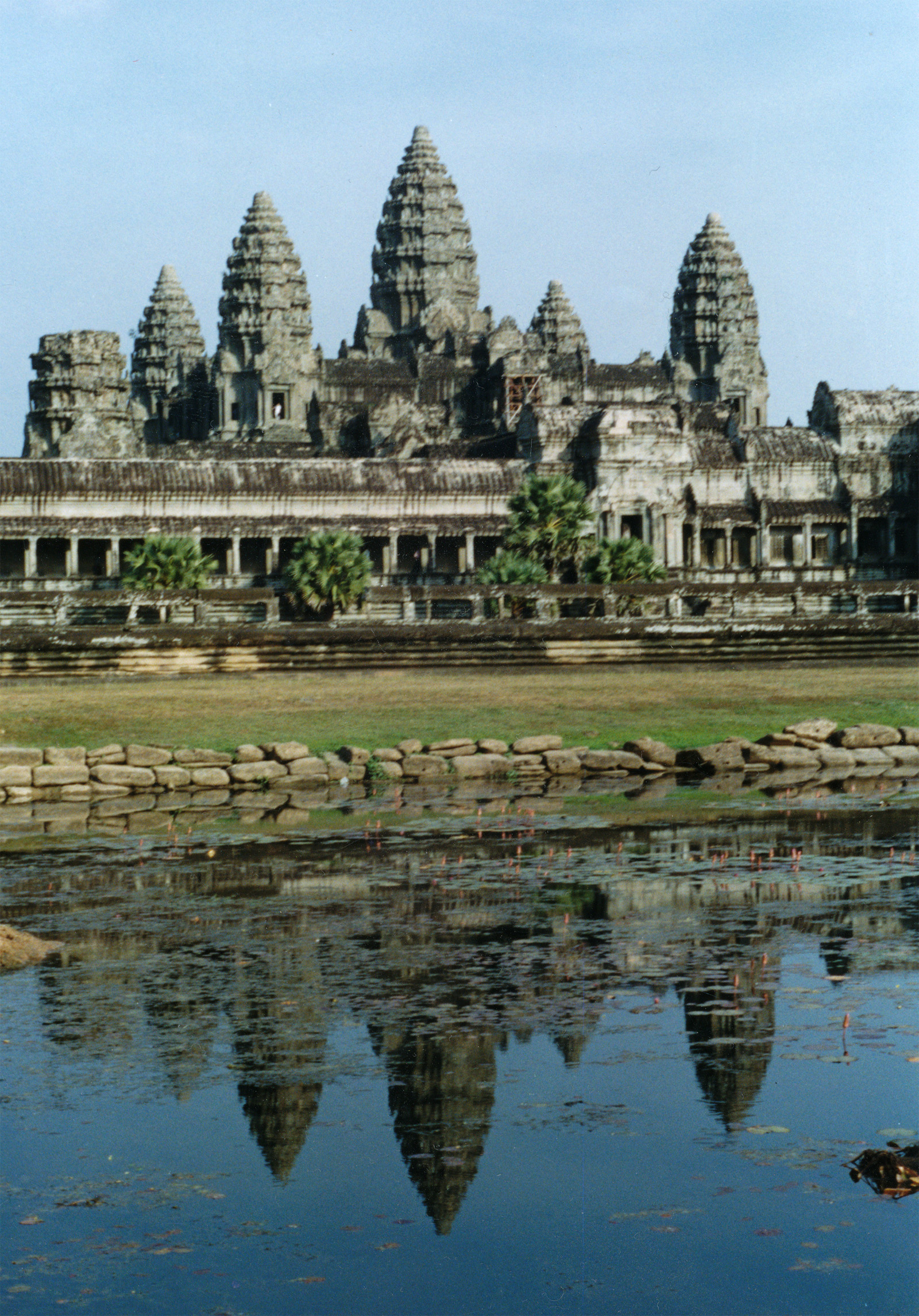
Angkor Wat

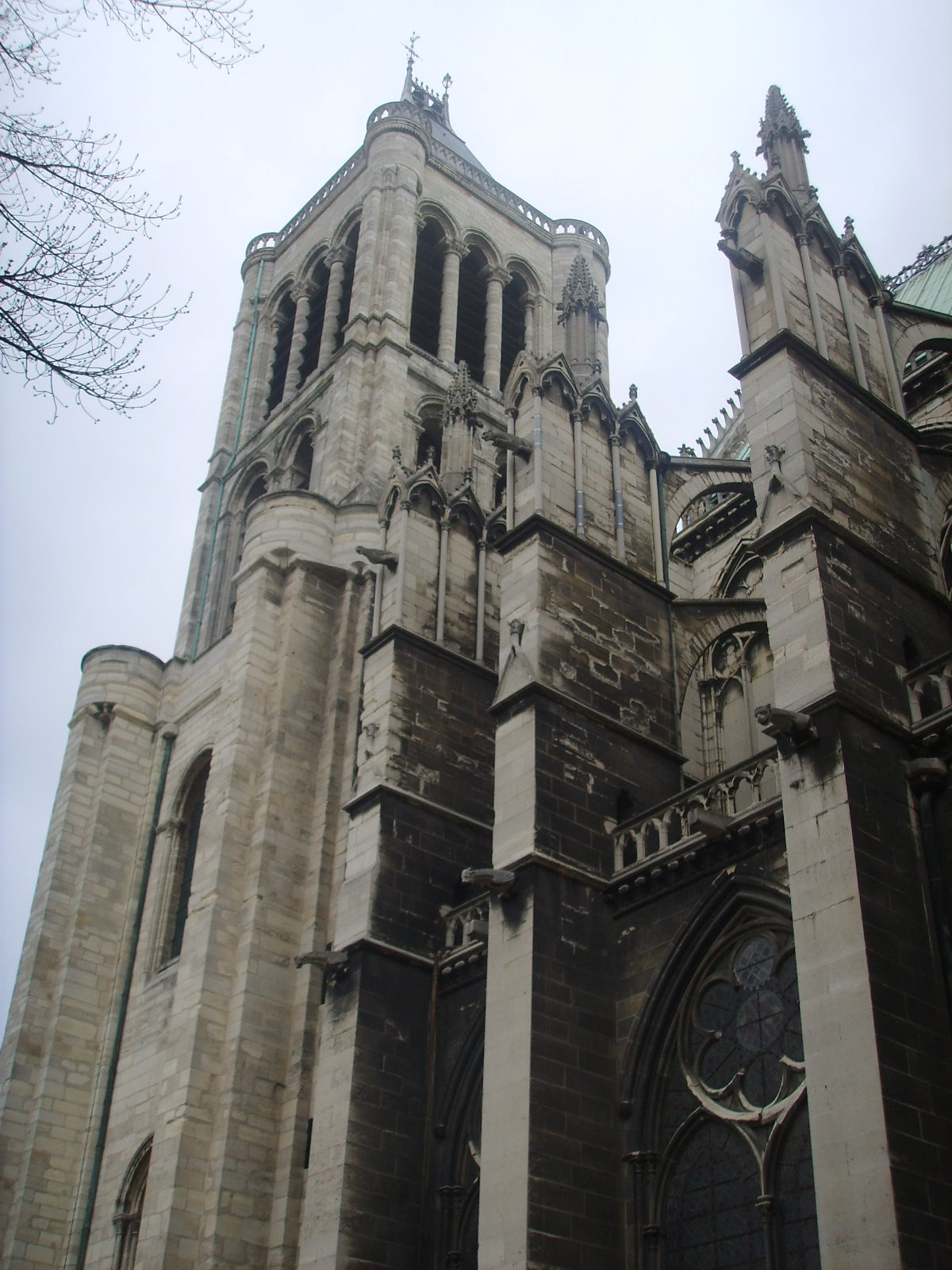
Klosterkyrkan Saint-Denis

### Krig & politik
- Det blir vanligt för adelsmännens äldsta söner att ärva faderns mark eller förläning (ordet "feodal" kommer av latin och betyder förläning).
- Johanniterorden grundar ett "klostersjukhus" för pilgrimer på väg till det heliga landet.
- 1100 - Chimuriket växer fram i Peru. Huvudstaden Chan Chan utses av Unesco till världsarv 1986.
- 1100 - Korsriddaren Baudouin av Boulogne kröns till kung Balduin I av Jerusalem.
- 1101 - Trekungamötet i Kungahälla mellan svenske kung Inge den äldre, norske kung Magnus Barfot, och danske kung Erik Ejegod fastställer de tre rikenas dåvarande gränser.
- 1130 - Halva Al-Andalus är nu återerövrat av kungarikena León, Kastilien och Aragonien.
- 1135-1154 - Tronföljskriget kallat "The Anarchy" utkämpas i England.
- 1139 - Afonso Henriques besegrar de almoravidiska morerna i slaget vid Ourique och kröns till Portugals kung.
- 1147 - Andra korståget. Tyska och franska arméer blir slagna.
- 1147 - Den muslimska Almohaddynastin intar nordvästafrika och erövrar delar av Iberiska halvön från almoraviderna.
- 1150 - Paris universitet grundas.
- 1152 - Kyrkomötet i Linköping då den katolska kyrkan i Sverige får en fast organisation.
- 1158 - Erik Jedvardsson, senare känd som Erik den helige och S:t Erik, är kung över Västergötland och möjligen över hela Sverige.
- 1168 - Toltekerväldet i Mexiko upphör och huvudstaden Tula överges.
- 1181 - Jayavarman VII blir kung av Khmerriket (till 1220).
- 1187 - Muslimerna under Saladin erövrar Jerusalem från de kristna.
- 1189 - Tredje korståget, lett av Fredrik I Barbarossa av Tysk-romerska riket, Filip II August av Frankrike och Rikard I Lejonhjärta av England, inleds.
- 1191 - Korståget erövrar hamnen i Acre i Palestina.
- 1192 - Rikard I Lejonhjärta besegrar Saladin i Slaget vid Jaffa.
- I slutet av 1100-talet har de flesta svenska socknarna formerats. Dessa kommer att ligga till grund för Sveriges indelning under många århundraden, fram till modern tid. De utgör än i dag en geografisk uppdelning av landsbygden (ungefär som landskapen fast på lokal nivå) och sammanfaller dessutom ofta med Svenska kyrkans församlingar.

### Konst & Arkitektur
- Romansk stil är dominerande inom konst och arkitektur i Europa under seklet.
- 1113-1115 - Templet i Angkor Wat i Kampuchea byggs.
- 1144 - Klosterkyrkan Saint-Denis i Frankrike invigs, den första med spetsbågiga kryssribbvalv, början till gotisk arkitektur.
- 1145 - Lunds domkyrka invigs.
- 1175 - De äldsta delarna av Roskilde domkyrka börjar byggas, den första tegelbyggnaden i Nordeuropa (Skandinavien/Tyskland) sedan Romerska rikets dagar.
- 1180-talet - Borgar med fyrkantiga torn börjar uppföras.

### Musik
- 1151 - Hildegard av Bingen komponerar det liturgiska dramat Ordo Virtutum.

## Födda
- Omkring 1138 - Saladin, muslimsk ledare före och under tredje korståget.
- 8 september 1157 - Rikard I Lejonhjärta, kung av England.
- Omkring 1162 - Djingis Khan

## Avlidna
- 1118 - Filip, svensk kung.
- 25 december 1156 - Sverker den äldre, svensk kung.
- 18 maj 1160 - Erik den helige, svensk kung och helgon (traditionellt datum).
- 12 april 1167 - Karl Sverkersson, svensk kung.
- 4 mars 1193 - Saladin, muslimsk ledare före och under tredje korståget.
- Omkring 1196 - Knut Eriksson, svensk kung.
- 6 april 1199 - Rikard I Lejonhjärta, kung av England.